# Itinga
Itinga este un oraș în Minas Gerais (MG), Brazilia.